# Ба Цзінь
Ба Цзінь (літ. псевд. Лі Фей-ганя; *25 листопада 1904 — † 17 жовтня 2005) — китайський письменник. 

## Життєпис
Народився у м.Ченду (провінція Сичуань). Навчався в школі іноземних мов, але під впливом ідей «руху 4 травня» 1919 року виїхав для продовження навчання в більш схильні новим віянням приморські міста, де підпав під вплив ідей анархізму, що відбилося в його ранній публіцистиці (пізніше він відійшов від цієї течії). Не потрапивши за станом здоров'я в Пекінський університет, у 1927 році виїхав до Франції, де провів більше року. Там він створив свою першу повість «Мева» («Загибель»).
У 1930-х роках повертається до Китаю, де займається літературною та перекладацькою діяльністю (твори французької та російської класики). В КНР Ба Цзінь увійшов до керівництва низки творчих організацій, став головним редактором провідного літературного журналу «Шоухо», учасником руху за мир. Під час «культурної революції» був підданий «перевихованню». Після проголошення нового курсу був обраний головою Союзу китайських письменників. Помер у 2005 році.

## Творчість
Писати почав 1927. 
Перша повість «Загибель» (1929) і трилогія «Кохання» (1931–1933) — про вплив революційних ідей на інтелігенцію. Життю гірників присвячено повісті «Сніг» та «Рудокопи». В романі «Вогонь» (1941) зображено боротьбу молоді проти японської агресії. Б. не раз відвідував Північну Корею, написав три книги нарисів про подвиги китайських добровольців. Йому належать переклади творів М. Горького. 
Ба Цзінь — активний учасник міжнародного руху за мир. Заступник голови Спілки письменників Китаю.
Твори: Рос. перекл. — Сочинения. В 2 т. М., 1959.
На честь письменника названо астероїд 8315 Бацзінь.